# 龟山汉楚王墓
龟山汉楚王墓，位于中华人民共和国江苏省徐州市鼓楼区境内的龜山西麓，1981年2月于采石过程中被发现，1981年至1982年南京博物院对其进行两次发掘清理。1985年征集到墓中出土的墓主银印，遂确认该墓为西汉第六代楚王襄王刘注的夫妻合葬墓。
该墓为为两座并列相通的夫妻合葬墓，有南北二个甬道开口于龟山西侧，东端连接凿山为藏的大型墓室。两条甬道长度均约为56米，宽约1米，高约1.77米，做工精细，石壁打磨光滑，底部两侧凿有排水槽。墓室共有十五间，有寝室、厨房、水井、车库、厕所等，由过道连为一体。墓道和墓室总面积达到700多平方米，容积达2600多立方米。该墓早在魏晋南北朝时期即遭盗掘，因此出土器物不多。
1987年、1990年、1992年，徐州博物馆等单位又对该墓进行三次清理，1993年原址建立龟山汉墓博物馆。

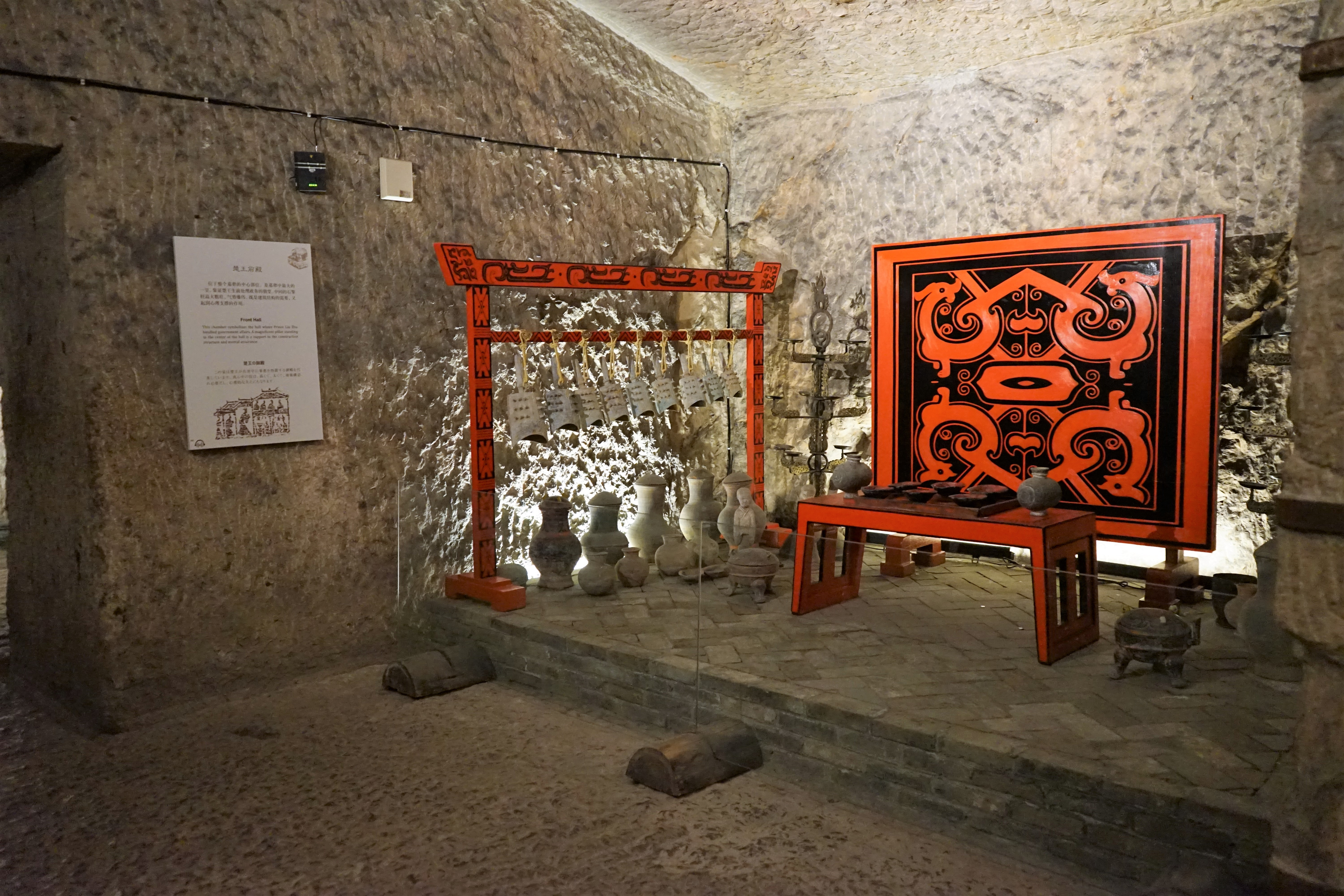
楚王前殿